# Pierre Désiré Antoine Lachèze
Pour les articles homonymes, voir Lachèze.
Pierre Désiré Antoine Lachèze est un magistrat et homme politique français né le 25 février 1800 à Montbrison (Loire) et mort dans la même ville le 14 juillet 1883.

## Biographie
Pierre Désiré Antoine Lachèze naît le 6 ventôse an VIII (25 février 1800) à Montbrison. Il est le fils de Jean-Claude Antoine Lachèze, député, et de son épouse, Amélie Belon. 
Pierre Désiré Antoine Lachèze est substitut au tribunal de Montluçon en 1828 et au tribunal de Clermont-Ferrand en 1829. Il est successivement nommé procureur au tribunal de Cusset puis de Gannat en 1829. Il devient président du tribunal de Montbrison en septembre 1830. 
Il est député de la Loire de 1831 à 1848, siégeant dans la majorité soutenant les ministères de la monarchie de Juillet. Il est ensuite nommé conseiller à la cour d'appel de Lyon en janvier 1855, prenant sa retraite en 1870.
Il meurt le 14 juillet 1883 à Montbrison.

## Distinctions
- Chevalier de la Légion d'honneur (20 août 1833)
- Officier de la Légion d'honneur (10 août 1858)[4]

## Sources
- « Pierre Désiré Antoine Lachèze », dans Adolphe Robert et Gaston Cougny, Dictionnaire des parlementaires français, Edgar Bourloton, 1889-1891 [détail de l’édition]
- Jean-Claude Farcy, Rosine Fry, Annuaire rétrospectif de la magistrature xixe-xxe siècles, Centre Georges Chevrier (Université de Bourgogne/CNRS), 2010